# Kees Tol (acteur)
Kees Cornelis Tol (Volendam, 10 februari 1982) is een Nederlands tv-presentator, acteur en producer.

## Biografie

### Jeugd en opleiding
Tol is een zoon van Thomas Tol, de toetsenist van het vroegere BZN en een neef van zowel Jan Smit als Simon Keizer; hij groeide daardoor op met de amusementswereld. In de nieuwjaarsnacht van 2000-2001 liep hij ernstige brandwonden op tijdens de cafébrand in Volendam. Hij behaalde, na het voltooien van de mavo, een mbo-diploma. In 2006 werd Tol televisieproducent bij het bedrijf FTV.

### Carrière
Hij produceerde onder meer de reallifesoaps rond Jan Smit en BZN voor AVROTROS. In de soap Gewoon Jan Smit was hij een vaste gast. Tol was naast Fred Siebelink medepresentator in het radioprogramma Sterren.nl Top 2007, 2008 en 2009 (zowel radio als tv) en presenteerde voor de Volendamse zender RTV L.O.V.E.. Sinds 2011 presenteert hij het televisieprogramma Sterren.nl van AVROTROS. Verder presenteert Tol voor dezelfde omroep de Sterren.nl top 20, Toffe Gasten en is hij vj van het radioprogramma  De Draaitol.
Van 2008 tot 2014 was hij te zien in De zomer voorbij, samen met Jan Smit, 3JS en soms ook Nick en Simon. 
Na een figurantenrol in de Nederlandse film Zwartboek en gastrollen in Onderweg naar Morgen en Rozengeur & Wodka Lime speelde hij de hoofdrol in de speelfilm Sinterklaas verdwaalt in het grote bos. Samen met Jenny Smit presenteerde hij de Sinterklaasshow in Volendam.
Tol deed in 2013 mee aan het programma Wie is de Mol?, seizoen 13. Hij bleek uiteindelijk de Mol te zijn.
Tol won in 2013 de Talent Award op het Gouden Televizier-Ring Gala.
Vanaf september 2013 behoorde Tol tot de vaste cast van de televisieserie Verliefd op Ibiza, waarin hij de rol van de homoseksuele fysiotherapeut Ernst vertolkt. Tevens is Tol sinds 2013 werkzaam als presentator bij SBS6, waar hij onder andere de programma's Shownieuws en Show Vandaag presenteerde.
In 2014 presenteerde hij het televisieprogramma Moltalk. In 2014 en 2019 sprak Tol de stem in van Emmet Brickowoski in De LEGO Film en The Lego Movie 2: The Second Part. In 2017 sprak hij de stem in van Klungelsmurf in Smurfs: The Lost Village.
In 2016 deed hij mee aan Dance Dance Dance samen met de vrouw van Simon Keizer. Hij werd uiteindelijk tweede.
Tol sprak de Nederlandstalige audiotoer in voor het ABBA museum in Stockholm.
Tol was één van de deelnemers van het vierde seizoen van het RTL 4-televisieprogramma Het perfecte plaatje, waar hij op de tweede plaats eindigde. Vanaf 2017 presenteerde hij ook woonprogramma's.
In januari 2023 presenteert hij bij SBS6 het programma Casino Royaal, een op roulette gebaseerde quiz waarin het toeval beslist wie er uiteindelijk naar de finale gaat en waarin maximaal € 100.000,- kan worden gewonnen. In datzelfde jaar deed Tol samen met Edsilia Rombley mee aan het programma Het Jachtseizoen. Tevens deed hij in 2023 mee aan het televisieprogramma Make Up Your Mind, waar hij als dragqueen de finale haalde. In de zomer van 2024 was Tol te zien in het RTL 4-programma Over de oceaan, waarin hij met vijf andere bekende Nederlanders met een zeilschip zelf de Atlantische Oceaan overstak. Datzelfde jaar is Tol te zien als teamleider in het RTL4-programma DNA Singers.
Tol bracht in augustus 2024 ter gelegenheid van zijn verjaardagsfeest in november 2024 in AFAS Live in Amsterdam een single uit met de titel Feesssie van Keessie.

### Ambassadeur
Kees Tol zet zich sinds eind 2019  in als ambassadeur van Stichting Lezen en Schrijven om laaggeletterdheid onder de aandacht te brengen.

## Filmografie

### Film
- 2015: Keet & Koen en de Speurtocht naar Bassie & Adriaan, als minister van Vrolijkheid en Talent
- 2019: De Lego Film 2 ,  stem van Emmet/Rex

### Televisie

#### Als acteur
- 2006: Onderweg naar Morgen, als Dirk
- 2013: Verliefd op Ibiza, als Ernst
- 2014: De TV Kantine, als Kees Flodder
- 2014: Fashion Planet, als zichzelf
- 2014-2018: Jeuk, als Kees
- 2016: Familie Kruys, als zichzelf
- 2017: Toon, als presentator Shownieuws

#### Als presentator
- 2013-2017: Shownieuws – entertainmentdeskundige/presentator (invaller)
- 2014: Moltalk
- 2014-2015: Hollands beste bloemstylist
- 2015: De Nationale Tweelingtest (samen met Kim-Lian van der Meij)
- 2015: De leukste websnacks (samen met Esmée van Kampen)
- 2016: De uitdaging: Kees en Kees in actie (samen met Kees van der Spek)
- 2016: Thuis op zondag (samen met Kim-Lian van der Meij)
- 2016: Met de deur in huis (samen met Maik de Boer, Patty Brard, Ruben van der Meer en Tineke Schouten)
- 2016-2017: Talenten Zonder Centen (samen met Nick en Simon)
- 2017-2018: Van Onze Centen
- 2017-2018: Huizenjacht (samen met Marlayne Sahupala, Airen Mylene, Evelien de Bruijn, Viktor Brand en Mirella van Markus)
- 2018: Vtwonen verhuist
- 2018-heden: Vtwonen: Weer verliefd op je huis
- 2020: De Hit Kwis (samen met Romy Monteiro)
- 2020-2022: De 3 sterren camping (samen met Nick & Simon)
- 2022: Dit is mijn huis
- 2023-heden: Casino Royaal
- 2023: Strandgasten (samen met Nick & Simon)
- 2024-heden: De beste wensen (een van de presentatoren)

#### Overig
- 2013: Wie is de Mol?, als mol
- 2016: Dance Dance Dance, deelnemer samen met Annemarie Keizer
- 2019: Het perfecte plaatje, als deelnemer
- 2024: Over de oceaan, als deelnemer
- 2024: DNA Singers, als teamleider
- 2024: Oh, wat een jaar!, als deelnemer